# Proberotha prisca
Proberotha prisca là một loài côn trùng trong họ Berothidae thuộc bộ Neuroptera. Loài này được Krüger miêu tả năm 1923.